# Premier duché de Bavière
Pour une synthèse historique allant jusqu'à la période contemporaine, voir Duché de Bavière et Histoire de la Bavière.
VIe siècle – 788/814
Entités précédentes :
- Empire romain d'Occident (province de Rhétie II)

Entités suivantes :
- Empire carolingien (royaume franc de Bavière)

Le présent article retrace l'histoire des Bavarois et de leur premier duché, pour la période courant du VIe siècle au VIIIe siècle.

## Origine des Bavarois
L’origine des Bavarois (Bavarii, Baiovarii ou Baiuwari) est inconnue. La première mention historique de ce peuple date de 551, dans laquelle l’historien Jordanès les situe déjà sur leur territoire actuel. On en est réduit aux théories pour leurs rattachements. Si Lucien Musset considère qu’il s’agit d’un regroupement de peuples germaniques, selon un processus analogue à celui qui vit la formation des Francs ou des Alamans, il avoue l’incertitude des historiens sur leur provenance. Henry Bogdan les rattache aux anciens Marcomans de Bohême auxquels se seraient agglomérés quelques peuples germaniques marginaux. Mourre dans son dictionnaire en fait un mélange de peuples germaniques (Marcomans, Quades) et celtes (Boïens) venus de Bohême. Enfin, le britannique Colin McEvedy y voit une fédération des derniers Suèves. Leurs liens avec les Lombards sont mieux attestés : des Bavarois se joignirent à leur roi Alboïn pour envahir l’Italie byzantine vers 568

## Histoire du premier duché de Bavière
Les Bavarois auraient profité de l’effondrement du royaume ostrogoth au début du VIe siècle pour quitter la Bohême et s’installer dans l’ancienne province romaine de Rhétie. Leur territoire sur le Haut Danube englobe alors les anciens camps romains de Castra Regina (Ratisbonne), Augusta Vindelicorum (Augsbourg) et Castra Batava (Passau). Au siècle suivant, les Bavarois poussent vers le sud et atteignent le Haut-Adige.
Peu après leur installation, les Bavarois doivent reconnaître l’autorité du roi franc Thibert (534-548), mais gardent une large autonomie, les rois francs se concentrant sur l’ancienne Gaule romaine et négligeant les marges de leur royaume. De plus, en prenant seulement l’ancien titre militaire romain de dux, les ducs de Bavière n’entrent pas en compétition avec les rois francs. 
La dynastie des ducs Agilolfinges peut se maintenir environ deux siècles.
Vers l'an 600, le territoire de l'actuel État libre de Bavière est donc occupé par trois tribus : les « Baiern » qui ont donné leur nom au pays, les Francs et les Souabes. 
Si l'actuelle Bavière du Nord tombe sous la souveraineté des Francs, les Alamans et les Bavarois forment, au sud, des territoires souverains séparés par la rivière Lech.
À ses débuts, le duché de Bavière s'étendait loin vers l'est et le sud, jusqu'à la Carinthie actuelle, en Basse-Autriche et en Italie du nord. Mais le cœur du pays se situait sur le Danube.
Voisins des royaumes francs qui guerroient entre eux, des Lombards d’Italie au Sud, et du puissant royaume des Avars à l’Est, les ducs de Bavière de la dynastie de Agilolfinges nouent des nombreuses alliances matrimoniales avec les rois Lombards, ce qui leur permet de rééquilibrer la tutelle franque. 
Plusieurs nobles bavaroises comme Théodelinde et Gontrude épousent des rois lombards.

## Christianisation de la Bavière
Le recul de la romanisation en Rhétie et l’installation des Bavarois a fait passer dans l’oubli la présence chrétienne de l’époque romaine.
Les premiers missionnaires en Bavière saint Emmeran et saint Rupert sont suivis en 739 par saint Boniface, actif évangélisateur de la Germanie, qui organise en accord avec le duc de Bavière quatre évêchés à Salzbourg, Passau, Ratisbonne et Freising. 
À partir de cette époque, le duché de Bavière devient un centre de refuge pour tous les Germains qui veulent échapper à la suprématie des Francs. En 798, Arn de Salzbourg devient le premier archevêque de Bavière.

## Annexion du duché
Au début du règne de Charlemagne (771-814), le duc Tassilon III de Bavière, gendre et allié du roi des Lombards Didier, agrandit son duché par l’annexion des slaves de Carinthie. 
En 781, Charlemagne n’apprécie pas cette action indépendante et oblige Tassilon à renouveler à Worms son serment de fidélité au roi des Francs et à livrer des otages. 
Mais la persistance des contacts entre Tassilon et Didier, ennemi de Charlemagne, conduit à l’arrestation de Tassilon en 787, et à sa condamnation à mort pour trahison en 788. 
Gracié, il est cloîtré dans un monastère, où il meurt quelques années plus tard.
La destitution de Tassilon met fin à la semi indépendance du duché de Bavière, désormais intégré au royaume des Francs. Charlemagne confie le gouvernement du duché bavarois à son beau-frère, Gérold, comte en Souabe. 
En 794, la Bavière entre dans le patrimoine direct des Carolingiens.  
Louis le Pieux, dit "Louis le Débonnaire", érige le duché en royaume franc en 814, et le transmet à son fils aîné, Lothaire.

## Articles connexes

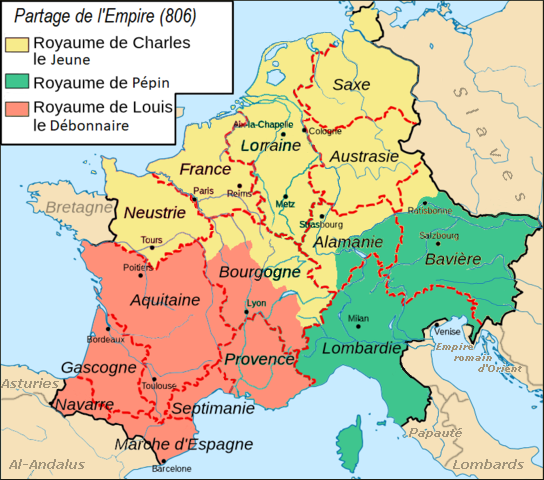
Partage de 806